# K'allu
El k’allu (también q’allu) es una ensalada típica de la gastronomía boliviana, particularmente consumida en los valles del departamento de Cochabamba, que se utiliza como acompañamiento de muchos platos típicos de esa zona del país.

## Ingredientes
El k’allu consiste en tomate, cebolla, locoto y quirquiña, todo picado y mezclado con quesillo (de leche de vaca o de oveja).

## Historia
El nombre, en quechua, significa «tajada», «rebanada», probablemente en alusión a los vegetales cortados que componen la ensalada. En 2008, la Universidad Mayor de San Simón, en la ciudad de Cochabamba, elaboró un plato gigante de k’allu para festejar su 176 aniversario.